# Narcissus serotinus
Narcissus serotinus (L.) è una pianta della famiglia delle Amarillidacee, diffusa nella penisola iberica e nel Maghreb.

## Descrizione
Narcissus serotinus ha una delle corone più piccole del genere. I fiori sono fragranti, i petali bianchi e la piccola corona gialla.